# Лукос
Лукос (араб. واد لوكوس‎, Уэд-Луккос) — крупная река в северном Марокко. Является третьей по величине расхода воды в Марокко.

## География
Лукос берёт начало в горах Эр-Риф и течёт на северо-запад, впадая в Атлантический океан у города Лараш. Бассейн Лукоса содержит одни из самых плодородных и производительных сельскохозяйственных земель страны.
В районе устья Лукоса берёт начало Канарское течение, несущее водные потоки к Малым Антильским островам со скоростью 9—12 км/сутки; в ядре его скорость достигает 43 км/сутки.

## История

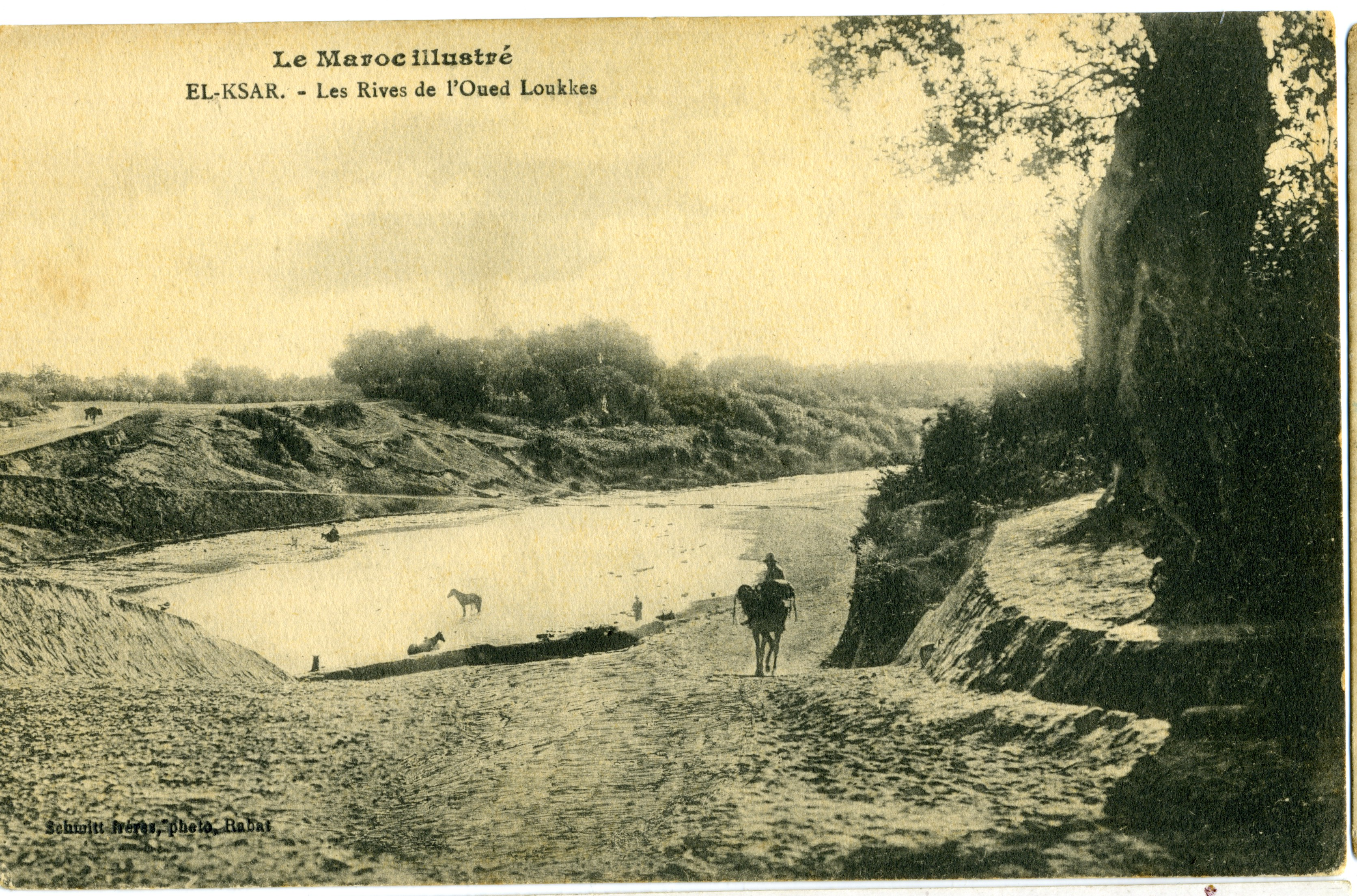
Вид на Лукос со стороны Эль-Ксар-эль-Кебира в начале XX века

Между Лукосом и одним из его притоков, аль-Махазин, в 1578 году состоялось одно из главнейших в истории Марокко сражений — битва при Эль-Ксар-эль-Кебире, в которой погибли 3 монарха: два соперничавших претендента на престол Марокко и помогавший одному из них против другого король Португалии. Одной из основных причин поражения португальских войск стал подъём воды в Лукосе во время битвы. В результате этого сражения Португалия утратила статус великой державы, а затем и независимости.
На правом берегу Лукоса, на холме Чеммич, в 4 км к северо-востоку от современного порта Лараша, располагался древний город Ликсус.
В 1970 году устье Лукоса посетил Тур Хейердал, готовившийся в этих местах к отплытию «Ра II» и изучавший камышовые лодки, изготавливаемые местными рыбаками. По версии Хейердала (которую он и доказывал путешествием на «Ра»), именно от Ликсуса отплывали древние финикийские и египетские мореплаватели, ставшие основателями мезоамериканских культур.